# Valérie Jean-Charles
Valérie Jean-Charles (née le 27 janvier 1969 à Paris) est une athlète française, spécialiste du sprint.

## Carrière
Elle remporte le titre de championne de France du 200 mètres en 1991, et du 100 mètres en 1993.
Finaliste du relais 4 × 100 m lors des Championnats du monde 1991 et 1993, elle est sélectionnée dans l'équipe d'Europe lors de la Coupe du monde des nations 1992, à La Havane. Elle se classe deuxième de l'épreuve, derrière le relais asiatique, en compagnie de Odiah Sidibé, Odile Singa et Marie-José Pérec.

### Palmarès
| Date | Compétition                | Lieu      | Résultat | Épreuve   |
| ---- | -------------------------- | --------- | -------- | --------- |
| 1991 | Championnats du monde      | Tokyo     | 5e       | 4 × 100 m |
| 1992 | Coupe du monde des nations | La Havane | 2e       | 4 × 100 m |
| 1991 | Championnats du monde      | Stuttgart | 4e       | 4 × 100 m |

### Records
| Épreuve | Performance | Lieu | Date |
| ------- | ----------- | ---- | ---- |
| 100 m   | 11 s 36     |      | 1991 |
| 200 m   | 23 s 13     |      | 1991 |